# Brunettia sexpunctata
Brunettia sexpunctata és una espècie d'insecte dípter pertanyent a la família dels psicòdids i una de les tres del seu gènere presents a la Polinèsia.

## Distribució geogràfica
Es troba a Oceania: Fiji.